# IC 5016
IC 5016 је спирална галаксија у сазвјежђу Паун која се налази на листи објеката дубоког неба у Индекс каталогу.
Деклинација објекта је - 72° 54' 41" а ректасцензија 20h 35m 37,3s. Привидна величина (магнитуда) објекта IC 5016 износи 15,0 а фотографска магнитуда 15,8. IC 5016 је још познат и под ознакама ESO 47-3, PGC 65025.